# Eroarea de culoare Treskilling

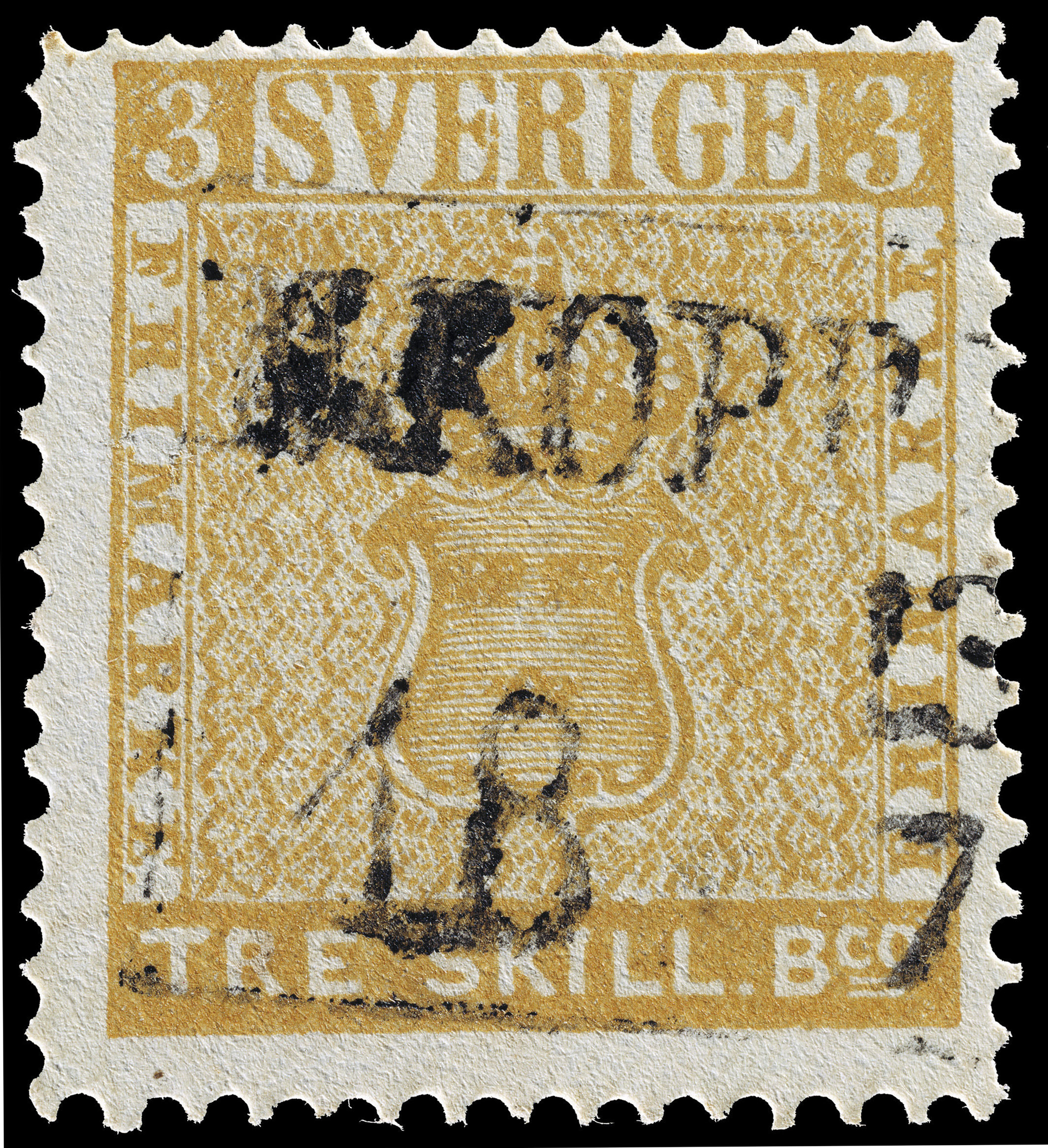
Tre Skilling Banco (eroare de culoare)

Eroarea de culoare Treskilling se numără printre cele mai rare și mai scumpe mărci poștale din lume. A fost emisă la 1 iulie 1855 în Suedia și s-a păstrat până în prezent doar într-un singur exemplar. 
A făcut parte din prima serie de mărci poștale a Suediei din anul 1855, serie care consta din cinci valori de 3, 4, 6, 8 și 24 skillingi. Motivul de pe imaginea timbrului este al stemei regatului Suediei, inscripția "Frimärke", numele țării și valoarea nominală. Designul i-a aparținut lui P. A. Sparre. Eroarea s-a produs prin introducerea unui clișeu de 3 killingi în coala de 8 skillingi care este tipărită în galben-portocaliu. Nu se cunoaște numărul mărcilor tipărite, această greșeală rămânând neobservată. 
În anul 1886, tânărul colecționar Georg Wilhelm Baeckman a descoperit un exemplar din mărcile tipărite greșit, în podul casei bunicii sale. A vândut marca pentru 7 coroane la un vânzător intermediar de mărci poștale, Heinrich Lichtenstein. După ce a intrat în posesia a nenumărați proprietari, a ajuns în proprietatea unui vânzător intermediar din Viena, Sigmund Friedl. Acesta a vândut-o pentru 4000 de guldeni în anul 1894, renumitului colecționar Philipp von Ferrary. Cu ocazia lichidării colecției lui Ferrary de către guvernul francez, după cel de-al doilea război mondial, marca Tre Skilling Banco a fost cumpărată de baronul Eric Leijonhufyud. Acesta a vândut-o la scurt timp, pentru 1.500 £, filatelistului suedez Claes A. Tamm.
În 1937 Tre Skilling Banco a intrat în posesia regelui Carol al II-lea pentru 5.000 £, în urma unei licitații organizate de casa H. R. Harmer. În 1950 a intrat în posesia lui Rene Berlingen pentru o sumă care nu este cunoscută.
În anul 1984 a intrat în posesia lui David Feldman pentru suma de 977.500 franci elvețieni. În 1996 marca a fost vândută de o casă de licitații din Viena pentru suma de 2,5 milioane de franci elvețieni (1,6 milioane de euro). Deoarece marca a fost cumpărată de un comisionar, proprietarul său actual este necunoscut. În comparație cu greutatea sa, marca este considerată nu numai cea mai scumpă din lume, ci cel mai scump obiect din lume.